# Guru (marca)
La marca Guru es una firma italiana de lujo con sede en Parma, Italia que se dedica al diseño y a la fabricación de artículos de moda.

## Historia
Matteo Cambi comienza en 1999 a diseñar la marca Daisy. En poco tiempo, el logotipo se convierte en una famosa marca de moda, lo que lleva a la venta de 200.000 camisetas en solo 2001. En 2002 la compañía cierra el año con una facturación de más de 10 millones de euros y la distribución de más de tres millones de prendas, que se hizo famosa también en el mundo. En 2003, Guru crea la marca Guru Gang, para niños y adolescentes, de 4 a 16 años, y continúa expandiéndose al año siguiente con Guru Baby Gang, para niños de hasta tres años.
En 2004 se estructura un holding publicitario y se dota de un equipo de gerentes (Gerente General Patrick Nebiolo) que la lleva a una facturación de 100 millones de euros en tres años (resultado de 2006). En 2005, Guru se convierte en patrocinador de Renault Corse y compra la marca holandesa Blue Blood. Nebiolo deja la empresa a finales de 2006. En 2007 la facturación ronda los 70 millones de euros.
En julio de 2008 se solicitó la quiebra de Jam Session SRL, propietario de la marca registrada (alquilada mientras tanto a la India Bombay Rayon Fashions Ltd.]). La compañía tiene más de 100 millones de euros de deudas y no tiene suficiente capital para cubrirlas.
El 11 de julio de 2008, junto con su madre (Simona Vecchi) y su compañero (Gianluca Maruccio De Marco), considerados administradores de facto de la empresa, Matteo Cambi (administrador único) fue arrestado por bancarrota fraudulenta dentro de la quiebra de Jam Session SRL (40 % de Cambi y 60 % de Vecchi y Maruccio), decretada el 10 de julio de 2008 por el tribunal de Parma.
Después de la quiebra, pasa a manos de la compañía india Bombay Rayon Fashion Limited, que adquiere la licencia y relanza la marca en Italia. Desde 2012, Matteo Cambi regresa, como consultor, a la empresa que había creado.